# 산도나토밀라네세
산도나토밀라네세(롬바르디아어: San Donaa lmo)는 롬바르디아주 밀라노 광역시에 있는 코무네로, 밀라노에서 남동쪽으로 약 10 킬로미터 (6 mi) 떨어져 있다. 이 도시는 밀라노와의 경계에 있는 산도나토 지하철역과 트레노르드의 S1호선 "사론노–로디" 노선 열차만 운행하는 산도나토밀라네세 철도역을 통해 접근할 수 있다.

## 역사
이 지역은 고대에 정착되었지만, 산도나토의 기원은 7세기 베네벤토 공작 그리모알드 1세의 군대가 이곳에 피에베를 세우면서 시작되었다. 밀라노의 드 아드보카티 가문의 지배를 받은 후, 이 도시는 16세기까지 밀라노 대주교의 소유였다.
11세기에 베르나르 드 클레르보에 의해 이 지역에 여러 수도원이 설립되었다. 이후 프리드리히 1세 (신성 로마 황제)는 밀라노를 파괴한 후 이곳에 머물렀고, 비스콘티가와 토리안가는 밀라노 공국의 소유권을 두고 이곳에서 싸웠다(1278년). 마리냐노 전투도 근처에서 벌어졌으며, 프랑수아 1세 (프랑스)는 전투 후 이곳에 본부를 세웠다.
오늘날 산도나토는 현대적인 산업 및 서비스 중심지이다. 1976년 12월 30일 대통령령으로 도시 명예 칭호를 받았다.
2021년 10월 3일, 밀라노에서 올비아로 향하던 개인 비행기가 추락하여 산도나토밀라네세의 비어 있는 보수 중인 건물에 충돌했  . 이 비행기에는 8명의 승객이 타고 있었고, 모두 사망했다. 사망자 중 한 명은 사고 당시 루마니아에서 가장 부유한 사람 중 한 명이자 비행기 소유주였던 루마니아 사업가이자 억만장자 단 페트레스쿠였다.